# Doktor Faust (opera)
Doktor Faust è un'opera di Ferruccio Busoni su libretto tedesco del compositore, basata sul mito di Faust. Busoni lavorò all'opera, che intendeva come il suo capolavoro, tra il 1916 e il 1924, ma era ancora incompleta al momento della sua morte. Il suo allievo Philipp Jarnach la terminò. Più recentemente, nel 1982, Antony Beaumont ha completato l'opera utilizzando schizzi di Busoni che si pensava fossero andati perduti. Nancy Chamness ha pubblicato un'analisi del libretto del Doktor Faust e un confronto con la versione di Goethe.

## Storia delle esecuzioni
Doktor Faust fu presentato in anteprima mondiale al Sächsisches Staatstheater di Dresda il 21 maggio 1925 utilizzando la versione completata da Philipp Jarnach. La prima fu diretta da Fritz Busch, prodotta da Alfred Reucker e progettata da Karl Danneman. Negli anni successivi l'opera fu rappresentata in molti dei teatri d'opera della Germania, compresi quelli di Dortmund, Duisburg, Karlsruhe, Weimar e Hannover nel 1925; Hannover e Wiesbaden nel 1926 e Stoccarda, Dortmund, Hannover, Colonia, Lipsia, Amburgo e Francoforte nel 1927. L'opera giunse finalmente a Berlino il 27 ottobre 1927 con una rappresentazione alla Staatsoper am Platz der Republik. L'opera fu ripetuta ad Hannover e a Praga, la prima rappresentazione fuori dalla Germania, nel giugno 1928.
La sua prima rappresentazione in Inghilterra fu il 17 marzo 1937 in una versione da concerto presentata alla Queen's Hall di Londra, diretta da Sir Adrian Boult. L'opera fu cantata nella traduzione inglese preparata da Edward J. Dent, prodotta da Edward Clark, e interpretata da Dennis Noble nel ruolo di Faust e Parry Jones nel ruolo di Mefistofele. Una seconda versione da concerto fu presentata alla Royal Festival Hall di Londra il 13 novembre 1959, ancora una volta diretta da Boult, con Dietrich Fischer-Dieskau nel ruolo del protagonista e Richard Lewis nel ruolo di Mefistofele. La première del Regno Unito non avvenne fino al 1986, quando fu allestita a Londra presso l'English National Opera a partire dal 25 aprile con i direttori Mark Elder e Antony Beaumont. Thomas Allen cantò Faust e Graham Clark, Mefistofele. La performance fu cantata nella traduzione di Dent e utilizzò il nuovo finale di Antony Beaumont.
L'opera ebbe la sua prima italiana al Maggio Musicale Fiorentino il 28 maggio 1942 sotto la direzione di Fernando Previtali e interpretato da Enzo Mascherini come Faust, Renato Gigli come Mefistofele e Augusta Oltrabella come duchessa. Previtali diresse un'altra notevole produzione dell'opera in quel teatro nel 1964 con Renato Cesari come Faust, Herbert Handt come Mefistofele e Luisa Maragliano come duchessa. La Scala mise in scena per la prima volta l'opera il 16 marzo 1960 sotto la direzione di Hermann Scherchen con Dino Dondi nel ruolo principale, Aldo Bertocci come Mefistofele e Margherita Roberti come la duchessa.
La prima esecuzione di Doktor Faust in Francia si svolse al Théâtre des Champs-Élysées il 19 giugno 1963. Poco dopo, l'opera ebbe la sua prima negli Stati Uniti il 1º dicembre 1964 in un formato di concerto presentato dalla American Opera Society alla Carnegie Hall. La produzione fu diretta da Jascha Horenstein e interpretata da Dietrich Fischer-Dieskau nel ruolo del protagonista con George Shirley nei panni di Mefistofele e Ingrid Bjoner nei panni della duchessa di Parma. La prima rappresentazione dell'opera allestita in palcoscenico negli Stati Uniti fu data il 25 gennaio 1974 a Reno, in Nevada, dalla Nevada Opera Company diretta da Ted Puffer al Pioneer Center for the Performing Arts. L'opera fu data in una traduzione inglese da Ted e Deena Puffer e interpretata da Daniel Sullivan nei panni di Faust e Ted Rowland nei panni di Mefistofele.
Sebbene certamente non sia una delle opere più rappresentate, ''Doktor Faust'' è stata prodotta più volte negli ultimi venticinque anni. Le compagnie che hanno messo in scena il lavoro comprendono: Opernhaus Graz, Austria, (1965), il Teatro Comunale di Bologna (1985), il Palais Garnier (1989), La Scala (1989), la New York City Opera (1992), il Festival di Salisburgo (presentata dall'Opéra National de Lyon, 1999), la Staatsoper Unter den Linden (2006) e la Staatsoper Unter den Linden (2008) tra gli altri. Il Metropolitan Opera montò la sua prima produzione dell'opera nel 2001 con Thomas Hampson nel ruolo principale, Robert Brubaker nel ruolo di Mefistofele e Katarina Dalayman nel ruolo della duchessa La San Francisco Opera ha eseguito il lavoro per la prima volta in una co-produzione con la Staatsoper Stuttgart nel 2004 con Rodney Gilfry nel ruolo del protagonista, Chris Merritt come Mefistofele e Hope Briggs come la duchessa. Una rappresentazione dell'opera del 2006 all'Opera di Zurigo è stata filmata dal vivo e pubblicata in DVD. La produzione ha visto Thomas Hampson nel ruolo del protagonista ed è stata diretta da Philippe Jordan.

## Ruoli
| Ruolo | Registro vocale                | Cast della prima, 21 maggio 1925 (Direttore: Fritz Busch)                                                                           |
| --- | ------------------------------ | --- |
| Il poeta | parlato                        | Erich Ponto |
| Dottor Faust | baritono                       | Robert Burg |
| Wagner, il suo famulus, poi Rector magnificus                                                                                          | basso                          | Willy Bader |
| Mefistofele, sesta voce, un uomo vestito di nero, un monaco, un araldo, cappellano di corte, corriere, guardiano notturno              | tenore                         | Theo Strack |
| Il Duca di Parma | tenore o baritono              | Josef Correck |
| La duchessa di Parma | soprano                        | Meta Seinemeyer |
| Maestro di cerimonia | basso                          | Adolf Schoepflin |
| Il fratello della ragazza Gretchen, un soldato                                                                                         | tenore o baritono              | Rudolf Schmalnauer |
| Un tenente | tenore                         | Ludwig Eybisch |
| Primo studente di Cracovia | tenore                         | E. Meyerolbersleben |
| Secondo studente di Cracovia | tenore                         | Paul Schöffler |
| Terzo studente di Cracovia | basso                          | Wilhelm Moy |
| Teologo | baritono                       | Robert Büssel |
| Studente di legge | baritono                       | Wilhelm Moy |
| Naturalista | baritono                       | Heinrich Hermanns |
| Primo studente di Wittenberg | tenore                         | Heinrich Tessmer |
| Secondo studente di Wittenberg | tenore                         | E. Meyerolbersleben |
| Terzo studente di Wittenberg | tenore                         | Ludwig Eybisch |
| Quarto studente di Wittenberg | baritono                       | Paul Schöffler |
| Gravis, prima voce del demone | basso                          | Heinrich Hermanns |
| Levis, seconda voce del demone | basso                          | Robert Büssel |
| Asmodus, terza voce del demone | baritono                       | Paul Schöffler |
| Beelzebuth, quarta voce del demone | tenore                         | Heinrich Kuppinger |
| Megäros, quinta voce del demone | tenore                         | Ludwig Eybisch |
| Voci dall'alto | soprano contralto tenore basso | Erna Berger Irmgard Quitzow Adelma von Tinty Elfriede Haberkorn Ludwig Eybisch E. Meyerolbersleben Paul Schöffler Heinrich Hermanns |
| Coro: fedeli, voci di spiriti, soldati, cortigiani, studenti cattolici e luterani, cacciatori, contadini; Ballerini: paggi schermitori |                                | |

## Strumentazione
Organico: 3 flauti (3 anche ottavino), 3 oboi (3 anche corno inglese), 3 clarinetti (3 anche clarinetto basso), 3 fagotti (3 anche controfagotto), 5 corni, 3 trombe, 3 tromboni, basso tuba, timpani, triangolo, tamburo, tamburo militare, piatti, tam-tam, xilofono, grancassa, glockenspiel, celesta, 2 arpe, organo, archi
Sulla scena: 3 trombe, 2 tromboni, campane, timpani, archi.

## Trama
L'opera contiene due prologhi, un intermezzo e tre scene.

### Sinfonia
Introduzione orchestrale: Vespri pasquali e Auguri di primavera. L'orchestra inizia con imitazioni di campane; più tardi il coro, dietro il sipario, canta l'unica parola: "Pax".

### Il poeta parla
Di fronte al sipario il poeta parla agli spettatori spiegando perché ha abbandonato le sue precedenti idee di usare Merlino e Don Giovanni come soggetto a favore di Faust. Questa introduzione parlata sottolinea le origini dell'opera nel teatro delle marionette. (Questa sezione viene spesso omessa.)

### Prologo 1
Wittenberg, Germania, durante il Medioevo.
Faust è Rettore Magnifico dell'Università. Mentre sta lavorando a un esperimento nel suo laboratorio, Wagner, il suo allievo, porta la notizia di tre studenti di Cracovia, che sono arrivati senza preavviso per dare a Faust un libro sulla magia nera, Clavis Astartis Magica (La chiave della magia di Astarte). Faust riflette sul potere che presto sarà suo. Gli studenti salgono sul palco e gli dicono che questo libro è per lui. Quando Faust chiede cosa deve dare in cambio, dicono solo "Dopo". Poi chiede loro se li vedrà di nuovo, e loro rispondono "Forse". Poi se ne vanno. Wagner riappare e, dopo aver interrogato Faust, dice al suo insegnante che non ha visto nessuno entrare o uscire. Faust conclude che questi visitatori erano soprannaturali.

### Prologo 2
A mezzanotte quella stessa sera.
Faust apre il libro e ne segue le indicazioni. Fa un cerchio sul pavimento, vi entra e invita Lucifero ad apparire. Si vede una pallida luce intorno alla stanza e poi si materializzano voci invisibili. Faust quindi desidera, come sua "Volontà", gli spiriti a sua completa disposizione. Appaiono cinque fiamme, servitori di Lucifero, ma Faust non è impressionato dalle loro pretese di velocità. La sesta fiamma/voce, Mefistofele, afferma che "sono veloce come i pensieri dell'uomo" ("als wie des Menschen Gedanke"). Faust allora accetta Mefistofele come servo. Chiede che tutti i suoi desideri siano esauditi, di avere tutta la conoscenza e il potere del genio. Mefistofele, in cambio, dice che Faust deve servirlo dopo la morte, cosa da cui Faust inizialmente rifugge. Mefistofele ricorda a Faust che i suoi creditori e nemici sono alla porta. Con l'approvazione di Faust, Mefistofele li fa cadere, morti. Poi, con il coro in lontananza che canta un "Credo" la mattina di Pasqua, Faust firma il patto nel sangue, chiedendosi che fine abbia fatto la sua "Volontà". Sviene quando si rende conto di aver perso la sua anima. Mefistofele prende allegramente il contratto in mano.

### Intermezzo
A questo punto Faust ha sedotto la fanciulla Gretchen. In una cappella, suo fratello, un soldato, prega per trovare e punire il profanatore dell'onore di sua sorella. Mefistofele indica il soldato a Faust, che vuole ucciderlo, ma non con le sue stesse mani. Mefistofele si traveste da monaco e si offre di ascoltare la confessione del soldato. Una pattuglia militare, segretamente diretta da Mefistofele, entra e uccide il soldato, sostenendo che il soldato aveva ucciso il loro capitano. La morte del soldato graverà quindi sulla coscienza di Faust.

### Azione principale

#### Scena 1
Il Parco Ducale di Parma, Italia
La cerimonia di nozze del Duca e della Duchessa di Parma è in corso. Il maestro di cerimonie annuncia un ospite, il famoso mago Dr. Faust. Faust entra con il suo araldo (Mefistofele). La duchessa è subito colpita da Faust; il Duca ipotizza che "l'inferno lo ha mandato qui". Faust cambia l'atmosfera in notte per essere in grado di eseguire le sue imprese magiche. La prima, su richiesta della duchessa, è la visione del re Salomone e della regina Balcani, che somigliano rispettivamente a Faust e alla duchessa. La seconda è Sansone e Dalila. La terza è Giovanni Battista con Salome. Un boia (che assomiglia al Duca) minaccia il Battista (che somiglia a Faust), ma la Duchessa grida che il Battista deve essere salvato. Per inciso, Faust chiede alla duchessa di scappare con lui, ma lei è titubante, anche se lo desidera. Il Duca dichiara concluso lo spettacolo di magia e annuncia la cena. Mefistofele avverte Faust di fuggire, poiché il cibo è avvelenato. La duchessa torna per dire a Faust che lo accompagnerà. Mefistofele, travestito da cappellano di corte, torna con il Duca e gli consiglia di non dare la caccia a Faust e alla Duchessa. Consiglia invece al Duca di sposare la sorella del Duca di Ferrara, che minaccia guerra al Duca di Parma.

#### Intermezzo sinfonico
In modo d'una Sarabanda

#### Scena 2
In una taverna a Wittenberg
Alcuni studenti parlano di Platone e di metafisica, con Faust presente. Dopo che Faust ha risposto a una domanda dicendo che "Niente è provato e niente è dimostrabile", con una citazione di Martin Lutero, gli studenti cattolici e protestanti entrano in lite. Una volta che questa si è placata, Faust ricorda la sua relazione con la duchessa. Mefistofele, travestito da messaggero, porta la notizia che è morta e ha inviato un regalo a Faust. Questo è il cadavere di un bambino e Mefistofele lo lancia ai piedi di Faust. Mefistofele racconta agli studenti la seduzione della duchessa da parte di Faust e il successivo abbandono. Mefistofele trasforma quindi il bambino morto in un fascio di paglia e gli dà fuoco, da questo proviene una visione di Elena di Troia. Gli studenti indietreggiano e Mefistofele se ne va. Faust tenta di abbracciare la visione, ma gli sfugge. Al suo posto, invece, i tre studenti di Cracovia si materializzano, per chiedere la restituzione del libro magico. Faust dice loro che l'ha distrutto. Gli studenti allora gli dicono che morirà allo scoccare della mezzanotte.

#### Scena 3
Una via Wittenberg, in mezzo alla neve, fuori dalla chiesa.
Mefistofele, travestito da guardiano notturno, annuncia che sono le undici. Wagner, il successore di Faust come rettore dell'università e ora residente nell'ex casa di Faust, dà la buonanotte a un gruppo di studenti. Faust entra, da solo, e vede la sua vecchia casa. Voci dalla chiesa cantano di giudizio e di salvezza. Faust vuole provare a riscattarsi con un'ultima buona azione. Vede una mendicante con un bambino e si rende conto che è la duchessa. Lei gli porge il bambino, gli dice che c'è ancora tempo per completare il suo lavoro prima di mezzanotte, poi scompare. Faust quindi cerca di entrare nella chiesa, ma il Soldato (dell'Intermezzo) si materializza per bloccargli la strada. Faust cerca di pregare, ma non ricorda le parole. Alla luce della lampada del Guardiano notturno, Faust vede la figura del Cristo crocifisso trasformarsi in quella di Elena di Troia. "Gibt es keine Gnade?" ["Non c'è pietà?"], Canta. (A questo punto nella versione di Beaumont Faust canta "Euch zum Trotze... die wir nennen böse.... An dieser hohen Einsicht meiner Reife bricht sich nun eure Bosheit und in der mir errungnen Freiheit erlischt Gott und Teufel zugleich." [ "Sfido te... che chiamiamo malvagio... A questa nobile intuizione della mia maturità la tua malizia è ora infranta e nella libertà che ho guadagnato, Dio e il diavolo cessano di esistere."]) Parallelamente al Prologo 1, Faust forma un cerchio per terra. Quindi vi entra con il corpo del bambino e, con un ultimo sforzo supremo, trasferisce la sua forza vitale al bambino. Il Guardiano notturno chiama l'ora di mezzanotte; Faust cade morto; un giovane nudo si alza con un ramo in fiore nella mano destra e si fa avanti nella notte. Il Guardiano notturno, ora rivelato come Mefistofele, vede il corpo di Faust a terra e chiede "Sollte dieser Mann verunglückt sein?" ["Quest'uomo ha avuto qualche disgrazia?"]. Nel finale di Beaumont, Mefistofele getta il corpo di Faust sulle spalle e se ne va; voci lontane ripetono le ultime parole di Faust: "Blut meines Blutes, Glied meines Gliedes, dir vermach' ich mein Leben, ich, Faust, ich, Faust, ein ewiger Wille". ["Sangue del mio sangue, arto del mio arto, ti lascio in eredità la mia vita, io, Faust, io, Faust, una volontà eterna."]

### Epilogo
Il poeta parla agli spettatori. Questa sezione viene spesso omessa.

## Incisioni
Registrazioni audio
- 1959: Dietrich Fischer-Dieskau (Faust), Richard Lewis (Mefistofele), Heather Harper (Duchessa di Parma), John Cameron (Duca di Parma), Ian Wallace (Wagner); London Philharmonic Orchestra, Coro della Royal Academy of Music; Sir Adrian Boult, direttore (Versione di Jarnach con circa 20 minuti di musica omessi; trasmissione radio completa, 205 minuti [include Arlecchino Glyndebourne 1954]: Immortal Performances IPCD 1017-3; registrazione abbreviata della trasmissione radiofonica, 74 minuti: LPO 0056).[18]
- 1970: Dietrich Fischer-Dieskau (Faust), William Cochran (Mefistofele), Hildegard Hillebrecht (Duchessa di Parma), Anton de Ridder (Duca di Parma), Karl-Christian Kohn (Wagner); Bavarian Radio Symphony Orchestra and Chorus; Ferdinand Leitner, direttore (Deutsche Grammophon; Versione Jarnach, performance in studio per la radio trasmessa dalla Radio Bavarese con finanziamenti dell'Unione Europea, dalle note di copertina della prima edizione, con tagli alla partitura.[19][20]).
- 1998: Dietrich Henschel (Faust), Kim Begley (Mefistofele), Torsten Kerl (Duca di Parma)), Eva Jenisova (Duchessa di Parma), Markus Hollop (Wagner/Il maestro delle cerimonie), Detlef Roth (Il fratello della ragazza), Dietrich Fischer-Dieskau (oratore); Orchestre et Choeur de l'Opéra National de Lyon; Kent Nagano, direttore (Erato; Edizione Beaumont, con scelta della scena finale di Jarnach o Beaumont tramite la programmazione del lettore CD; (Grammy Award for Best Opera Recording of 2001)).

Registrazioni video
- 2006: Thomas Hampson (Faust), Gregory Kunde (Mefistofele), Sandra Tratmigg (Duchessa di Parma); Coro e orchestra dell'Opera di Zurigo; Philippe Jordan, direttore d'orchestra (Arthaus Musik DVD e Blu-ray Disc; versione Jarnach, tratta da spettacoli dal vivo, con tagli alla partitura).

### Annotazioni
1. ↑  Erich Ponto è apparso come baritono nella première di The Threepenny Opera di Kurt Weill, e come attore in film, tra cui Die Feuerzangenbowle, Kleider machen Leute, No Greater Love, Sauerbruch – Das war mein Leben e The Third Man.
2. ↑  Rudolf Schmalnauer si è anche esibito nella prima di Die schweigsame Frau.
3. ↑  Ludwig Eybisch si è anche esibito nella prima di Arabella.
4. ↑  Robert Büssel si è anche esibito nelle prime di Arabella e di Die toten Augen
5. ↑  Heinrich Tessmer si è anche esibito nella registrazione di The Bartered Bride diretta da Thomas Beecham.
6. 1 2  Gravis e Levis sono antonimi latini che significano "pesante" e "leggero".Smith, pp. 484 and 633.
7. ↑  Megäros, un figlio di Zeus e di una Ninfa, scampò al diluvio al tempo di Deukalion, salendo sul monte Gerania. - Pausanias, Guide to Greece 1.40.1, accessed on 5 February 2009.